# Сантана (буддизм)
Сантана (санскр. संतान saṅtāna — распространение, расширение; от глагола तन् tan — тянуть, растягивать, распространять, соединять; префикс सं॰ saṅ- придает глаголу значение направленности или совместности; пали sota; тиб. rgyud) — поток, или серия, мгновенных состояний (будд. санскр.: дхарм), каждое из которых обусловлено исчезновением предыдущего и обуславливает возникновение следующего. Или по-другому — континуум мгновенных комбинаций дхарм (дхармы в данном контескте — неделимые события, несущие единственный «свой собственный признак», составляющие опыт живых существ и конституирующие процесс существования). 
В буддизме под сантаной понимается поток индивидуальной жизни, проходящий через бесчисленное множество рождений и смертей. Механизмом, объясняющим кармическую связь между дхармами и их последовательность, является взаимозависимое возникновение (пратитья самутпада). Термин «сантана» подчеркивает процессуальность и нестабильность в каждом мгновении индивидуального существования, разворачивающегося во времени, и часто употребляется как синоним выражения «живое существо».
Раннебуддийская традиция Абхидхармы определяет «жизнь» (санскр.: jīvita, дживита; тиб.: srog, сог ) как «то, что поддерживает тепло и сознание». И под «живым существом» понимается в буддизме только «чувствующее существо» (обладающее органами чувств, к которым относят и ум); растения, одноклеточные и прочие организмы, не обладающие психикой, к таковым не относятся. Определение Абхидхармы расходится с тем, что принято в современной биологии, прежде всего потому, что буддийские теории связаны с этическими вопросами, которые можно рассматривать лишь в отношении высших форм жизни.
В буддийской мифологии живыми существами (санскр.: саттва) являются боги-небожители, люди, животные, голодные духи, обитатели адов.

## Различие между представлениями о субъекте в буддизме и брахманизме
Религиозная идеология брахманизма была всецело проникнута верой в реальное существование «личности», субстанциональной души, а также верой в тождество души индивидуальной (санскр.: атман) и Мировой (санскр.: Брахман).
Брахманисты утверждали, что живые существа обладают одушевлённостью только потому, что реальное личное «Я» неотделимо от атмана. Одушевленных существ бесчисленное множество, но атман, тождественный Брахману, один. Именно он и есть «личность», Пуруша. Атман проходит сквозь череду рождений (пунарджанма), сбрасывая одни личины и свойства (имя, телесный облик и т. п.) и обретая другие в соответствии с законом кармы. Таким образом, прошлая, настоящая и будущая жизни связаны между собой благодаря существованию вечного и неизменного атмана.
Идея «личности» как вечного неизменного атмана и представление о теле как временном вместилище атмана отбрасываются в буддизме как необоснованные. По буддийским представлениям, центральный фактор в деятельности живых существ — это сознание (санскр.: виджняна). Но сознание не является заместителем понятия «душа» и представляет собой разворачивающийся во времени поток элементарных состояний, связанных друг с другом причинно-следственной связью. Телесность же рассматривается в буддизме как способности чувственного восприятия, участвующие в работе сознания. Согласно буддийскому учению о всеохватывающих непостоянстве (санскр.: анитья, пали: аничча) и бессущностности (санскр.: анатма), никакой души нет, никакая субстанция не перерождается и не переходит из жизни в жизнь. В отличие от брахманизма, где имеет место вера в «субстанциональное» перевоплощение (пунарджанма), буддизм предлагает «процессуальную» объяснительную модель перерождения (санскр.: пунарбхава): когда одна свеча зажигается от другой, то не происходит передачи огня, но вторая свеча загорается благодаря пламени первой. Также можно привести пример с бильярдными шарами: кий (кармический импульс) бьёт по шару, получающему определённую энергию и траекторию; этот шар ударяет по другому шару, передает ему энергию и определяет его траекторию. При этом сохраняется только «энергия», которая связывает «кармического предшественника» с его «кармическим преемником». Подобная «передача энергии» происходит и в каждое мгновение одной и той же жизни. Каждую новую жизнь можно сравнить с серией в безначальном «сериале» — потоке состояний (санскр.: дхарм). Этот поток (сантана) взаимосвязанных явлений проводит различие между буддийским взглядом и другими теориями индивида.
В буддизме рассматривается, прежде всего, внешний мир и внутренний мир субъекта — то, что переживается. И континуум «живое существо» является не существом, живущим в мире, а существом, переживающим мир.

## Разновидностисантаны
Любое живое существо, включая человека, рассматривается в буддизме не как неизменная сущность, а как поток (сантана) постоянно меняющихся мгновенных элементарных психофизических состояний (дхарм). Этот поток складывается из пяти групп психофизических элементов (пяти скандх), каждая из которых также несубстанциональна, и представляет собой изменчивую, но непрерывную серию (сантана-скандха).
Есть также древняя добуддийская парадигма «дух и материя» (нама-рупа), принятая и переосмысленная в буддизме в соответствии с его основополагающим  учением о «бессамостности» (анатмавада) — отсутствии у живых существ души (атмана) и вообще любой постоянной субстанциональной основы существования (дравьи). Таким образом, понятие «сантана» может относиться к психике (читта-сантана) и к телу (рупа-сантана) живого существа. Применение определения «поток» к телу представляется в обывательском понимании несколько странным. Ведь тело, в отличие от изменчивого содержания психики, кажется чем-то постоянным и никуда не «течет». Однако такое определение вполне соответствует физиологии: жизнедеятельность организма происходит только при условии протекания процессов взаимодействия с внешней средой и непрерывного обмена веществ на клеточном и молекулярном уровнях. В буддизме телесность (рупа) рассматривается с точки зрения ее участия в деятельности сознания (читта), поскольку помимо тела нет психических способностей чувствительного восприятия и информационного материала для работы сознания.
Под потоком сознания (читта-сантана) понимается индивидуальный поток вспыхивающе-гаснущих дхарм, у которого нет ни начала, ни конца. Согласно Абхидхарме, то, что в повседневной жизни считается «личностью», «индивидом», «я», при строгом и детальном анализе оказывается лишь условным обозначением, абстракцией, не существующей как самостоятельная и неизменная сущность. В действительности существует только поток непрерывно сменяющих друг друга психических состояний (читта-сантана), находящихся в состоянии взаимодействия, «сцепленности» с внешними явлениями и предметами. Этот поток имеет проявленное состояние (вьякрита) при жизни особи какого-либо из шести миров сансары (существа ада, ненасытные духи, животные, люди, полубоги, боги), а также непроявленное (авьякрита) — в промежутке между (антарабхава, тиб. бардо) смертью и новым рождением (пунарбхава). Содержание читта-сантаны меняется каждое мгновение: именно столько длится существование дхармы. При достижении нирваны волнение элементов (дхарм) потока прекращается.
В Абхидхарме проводится отличие собственного опыта от опыта других индивидов, и встречаются два соответствующих термина: сва-сантана — «свой поток» и пара-сантана — «поток другого».

## Сантана«неодушевленных» предметов
Говорить как о сантане можно также о любой форме, которая воспринимается непрерывно существующей во времени: сантана Солнца, камня, дерева, кувшина и т. п. («вещи в себе» отдельно от восприятия и опыта представляют мало интереса с точки зрения буддистов).
Важно подчеркнуть, что так называемые неодушевлённые предметы сами по себе считаются в буддизме за «асантана», «не-континуумы», поскольку лишены силы прапти, объединяющей их составные элементы, и являются мимолетными образованиями. (Прапти — особый род дхарм, которые отвечают за континуальность опыта индивида; сила, удерживающая вместе дхармы и составляющая отдельный поток существования, а также соединяющая дхармы индивидуального потока с дхармами объекта.) «Неодушевлённый предмет» является континуумом, только став частью индивидуального потока сознания (читта-сантана), удерживаемого прапти. Например, в случае, когда человек смотрит на Солнце, то нет ни Солнца самого по себе, ни человека самого по себе: субъект и объект обусловлены, относительны и иллюзорны. Есть единое континуальное поле опыта «человек, видящий Солнце».

## Классификация элементов, составляющихсантану
Согласно раннебуддийской теории Абхидхаммы, определённый комплекс разных психофизических элементов (дхарм) существует только одно мгновение. Через мгновение сочетание дхарм меняется. И каждое новое мгновение возникает новый индивид, причинно связанный с предыдущим индивидом и обусловленный им. 
В разных школах описывается разное число дхарм — 75, 84, 100 и так далее. Эти элементы, составляющие поток живого существа (сантана), получили в буддийской доктрине три основные классификации: по пяти скандхам, двенадцати аятанам и восемнадцати дхату (см. также Абхидхарма, Абхидхармакоша).

### Пятьскандх
Основная статья: Пять скандх
В соответствии с классификацией по пяти скандхам, все дхармы делятся на пять групп: 1) чувственное, 2) ощущения, 3) представления, 4) склонности, способности, волевые акты, 5) чувствование, общее понятие сознания (без содержания). Согласно буддийской доктрине анатмавада (учении об отсутствии души, атмана), «душа» здесь исключена и заменена потоками дхарм 2) ощущений, 3) представлений, 4) склонностей и воли, 5) чувствования, сознания.

#### Нама-рупа
В этой более простой классификации рупа (рупа-сантана) представляет элементы чувственного, а нама включает элементы остальных четырех групп элементов психики (читта-сантана): ощущения, представления, склонности и воля, сознание.
Также, имеет место классификация, известная и популярная в тибетко-монгольском буддизме: 1) чувственное (рупа), 2) «дух», ментальные явления (читта-чайтта), 3) «силы». Здесь категория «силы» соответствует четвертой скандхе (самскара-скандха), которая разделена на две подкатегории: а) психические способности, склонности, которые относятся к факторам ментальных явлений (читта-сампраюкта-самскара), б) общие силы, энергии (читта-випраюкта-самскара), «не связанные с психическим». Таким образом, категория ментальных явлений (читта-чайтта) включает четыре группы элементов психики: ощущения, представления, «психические» элементы склонностей и воли, сознание.

### Аятана
Основная статья: Двенадцать аятан
Есть более подробная классификация, разделяющая элементы на 
1) познавательные способности органов чувств (индрии): зрение, слух, обоняние, вкус, осязание, ум (манас),
2) их объекты (вишая): видимое, слышимое, обоняемое, вкушаемое, осязаемое, нечувственные объекты. Шесть познавательных способностей (индрий) и шесть категорий соответствующих объектов (вишая) составляют двенадцать «баз» познания (аятан) — шесть «внутренних баз» (адхьятма-аятана) и шесть «внешних баз» (бахья-аятана).

### Дхату
Основная статья: Восемнадцать дхату
Данная классификация включает двенадцать «баз» познания (аятана, см. выше) и шесть категорий сознания (виджняна): сознание видимого, сознание слышимого, сознание обоняемого, сознание вкушаемого, сознание осязаемого, сознание нечувственных объектов. Итого: восемнадцать элементов бытия (дхату).

### Дхармыблагие(кушала)и неблагие(акушала)
Кроме этого, в абхидхармической литературе дхармы делятся на благие, или «искусные» (санскр.: кушала-дхарма), неблагие, или «неискусные» (санскр.: акушала-дхарма), и нейтральные. Такая классификация элементов имеет сотериологическую цель: благие дхармы адептам следует культивировать, неблагие — отслеживать и пресекать.
Кушала-дхармы: вера, прилежание, гибкость, невозмутимость, скромность, не-алчность, не-ненависть, ненасилие, энергия (неутомимость в практике).
Акушала-дхармы: 1) аффекты: страстное влечение, отвращение, гордыня, невежество, ложное воззрение, сомнение (отсутствие различения духкхи и ее причин); 2) состояния аффективной одержимости: бесстыдство, наглость, зависть, скупость, возбужденность, отчаяние, уныние, вялость, злоба, лицемерие.

### Дхармысоставные(санскрита)и несоставные(асанскрита)
В школе раннего буддизма сарвастивада (вайбхашика) возникли два классификационных термина:
1) Составные дхармы (санскрита-дхармы) — это эмпирические дхарма-элементы, созданные совокупностью совместно возникающих условий, конституирующие сансарический опыт; они входят в состав потоков пяти скандх живого существа. Насчитывают 72 составные дхармы, которые подразделяются на 4 разновидности:
- материально-чувственные (рупа-дхармы);
- дхармы сознания (читта);
- ментальные факторы (чайта);
- факторы, отделенные от психики (читта-випраюкта).

2) Несоставные дхармы (асанскрита-дхармы) — «надэмпирические» элементы, не относящиеся к обыденному опыту. Благодаря их существованию, возможны пресечение (ниродха) функционирования эмпирических дхармических потоков и достижение нирваны. Несоставных дхарм всего три:
- акаша — пустое пространство как объект медитации, отсутствие препятствий;
- пратисанкья-ниродха — остановка «волнения» дхарм через различающее понимание;
- апратисанкья-ниродха — остановка «волнения» не в результате понимания, а вследствие отсутствия причин[36][37].

## Континуальность и дискретность
Следует отметить, что, с точки зрения теории мгновенности (кшаникавада), поток дхарм (сантана), образующий живое существо, не только континуален, но вместе с тем и дискретен, так как состоит из предельно малых единиц времени (кшан), длительность которых отождествляется с дхармами, составляющими индивидуальный поток. В разных даршанах и буддийских школах представления о кшане и её длительности отличались. Индо-буддийский мыслитель и  один из "основателей" философского буддийского учения "Виджнянавада",  Васубандху (IV — V вв.) в произведении «Абхидхармакоша» отождествляет кшану с событием возникновения-разрушения дхармы, исключая какую-либо длительность и субстанциональность. Поток дхарм можно сравнить со сменой кадров киноплёнки при просмотре фильма: отдельные «кадры» и различия между отдельными «кадрами» не воспринимаются, и «фильм» в индивидуальном сознании представляется как континуум.
В философской школе мадхьямака (школе «срединного пути») понятие «кшана» подвергалось критике как нелогичное. Если кшана мгновенна и не имеет протяженности, то возникновение, пребывание и разрушение дхармы должны совпадать. Если возникновение дхармы, её разрушение и промежуток между ними отличны друг от друга, то кшана перестает быть неделимым мгновением. С точки зрения мадхьямаки, дхармы взаимозависимы, условны и относительны (шунья — санскр. «пустотность», в данном контексте согласно Ф. И. Щербатскому — «относительность»). 
Нагарджуна в «Пратитья-самутпада-хридая-вьякаране» и «Мадхьямака-кариках» использует образ светильника, зажигаемого от горящего другого светильника. Так же, как в этом случае нельзя говорить, что существуют два разных пламени, но, на самом деле, остается одно и то же пламя, так нельзя провести разграничение между дхармами одного потока и в течение жизни, и при перерождении. Все дхармы существуют в виде потока и непрерывны; их длительность можно делить на составные части, которые также обладают всеми характерными признаками потока — мгновенностью, наличием связи и непрерывностью.
Ф. И. Щербатской  отмечал сходство между буддийским учением о том, что всё сущее состоит из мгновенных физических и психических дхарма-элементов, и учением французского психолога и философа А. Бергсона. Человеку кажется, что одно его «душевное» состояние сменяется другим. На самом деле всякое психическое состояние есть уже переход. Не бывает такого состояния, которое было бы действительно «состоянием», то есть чем-то длящимся. Если бы поток психики перестал непрерывно изменяться, то его бытие (бхава) прекратилось бы. Где нет перемены, нет и бытия. Всё существующее непрерывно изменяется, и сам термин «бытие» равнозначен термину «перемена». Это же относится и к сфере материального: быть — значит ежемгновенно изменяться. Существование есть длящаяся постоянная перемена.
В. Г. Лысенко, рассматривая сантану с двух точек зрения — составности и зависимости между дхармами, предлагает решение проблемы одновременности дискретности и континуальности, дав следующее определение: «дискретная по структуре и континуальная по способу существования череда дхарм, условно называемая индивидом».